# Tomàs Muniesa Arantegui
Tomàs Muniesa Arantegui   (Barcelona, 1952) és un directiu de banca i antic sindicalista català
Llicenciat en Ciències Empresarials i màster en Direcció d'Empreses per ESADE, va iniciar la seva trajectòria a La Caixa l'any 1976, on va començar com a responsable sindical de Comissions Obreres quan Josep Vilarasau presidia l'entitat.
Va ser director general del grup assegurador i de gestió d’actius de CaixaBank entre el 2011 i el 2018. És vicepresident de Caixabank des del 2018. És conseller dominical de Caixabank, en representació del principal accionista, la Fundació La Caixa,  i ostenta els càrrecs de vicepresident de les companyies d'assegurances VidaCaixa i SegurCaixa Adeslas. A més, és membre del patronat d'ESADE Fundació i conseller d'Allianz Portugal.
El 30 d'octubre de 2024 es va anunciar que a partir de l'1 de gener de 2025, assumirà el càrrec de president no executiu de CaixaBank, rellevant José Ignacio Goirigolzarri, qui renuncia voluntàriament després de liderar l'entitat des de la fusió amb Bankia el 2020.